# Polánka (Chotoviny)
Polánka (německy Polanka) je malá vesnice, část obce Chotoviny v okrese Tábor v Jihočeském kraji. Nachází se asi 1,5 kilometru jihovýchodně od Chotovin. Je zde evidováno 21 adres. V roce 2011 zde trvale žilo deset obyvatel.
Polánka leží v katastrálním území Chotoviny o výměře 5,15 km².

## Historie
První písemná zmínka o vesnici pochází z roku 1382.

## Obyvatelstvo
| Rok            | 1869 | 1880 | 1890 | 1900 | 1910 | 1921 | 1930 | 1950 | 1961 | 1970 | 1980 | 1991 | 2001 | 2011 | 2021 |
| -------------- | ---- | ---- | ---- | ---- | ---- | ---- | ---- | ---- | ---- | ---- | ---- | ---- | ---- | ---- | ---- |
| Počet obyvatel | 127  | 114  | 124  | 120  | 101  | 85   | 79   | 67   | 68   | 62   | 48   | 28   | 22   | 10   | 15   |
| Počet domů     | 17   | 17   | 18   | 18   | 18   | 18   | 18   | 17   | 17   | 16   | 15   | 17   | 17   | 17   | 8    |

## Obecní správa
Při sčítání lidu v letech 1850–1899 Polánka byla osadou obce Chotoviny v okrese Tábor. V letech 1900–1959 byla osadou obce Beranova Lhota v okrese Tábor. Od roku 1960 je opět částí obce Chotoviny v okrese Tábor.

## Galerie

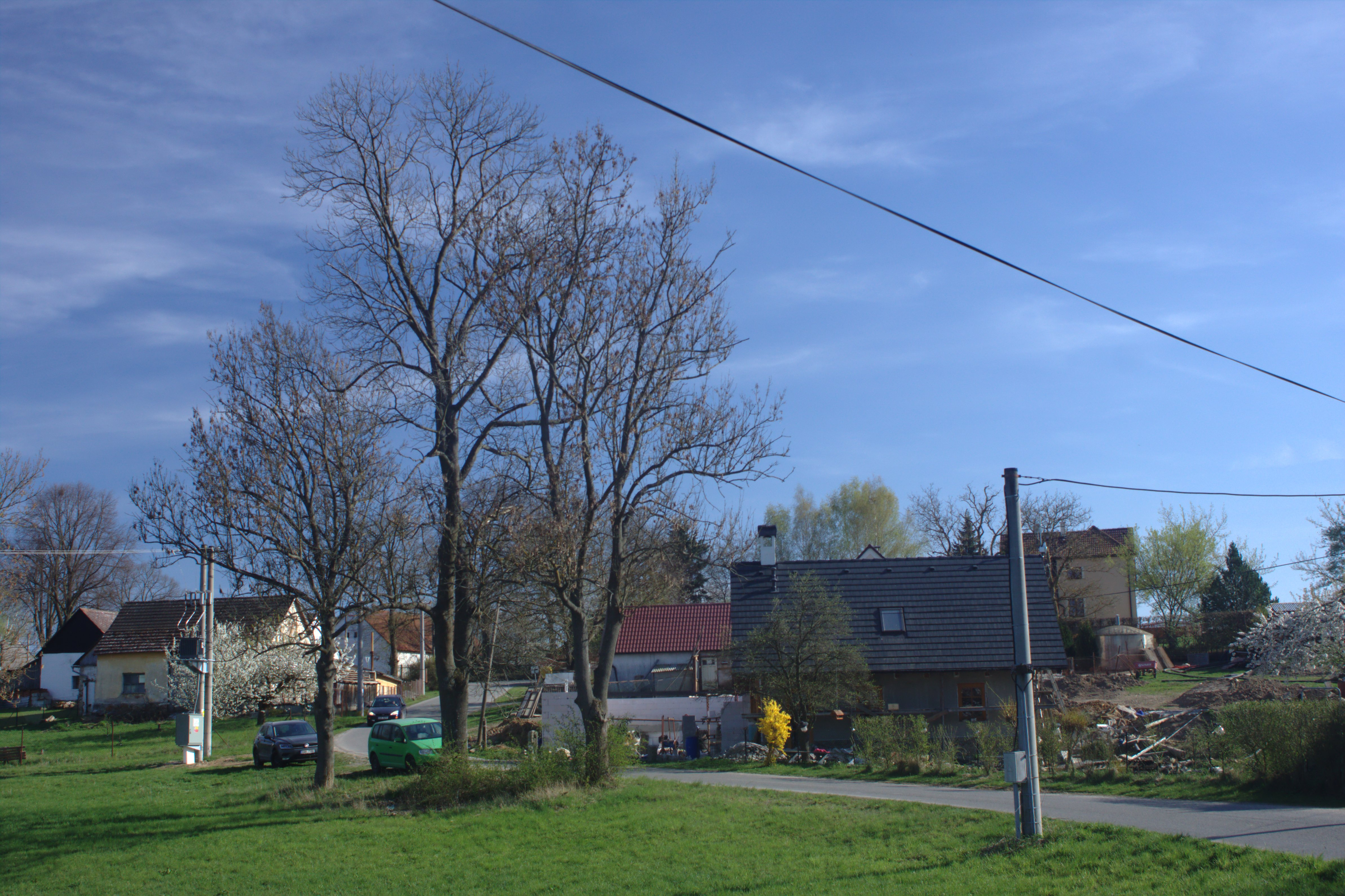
Domy na návsi
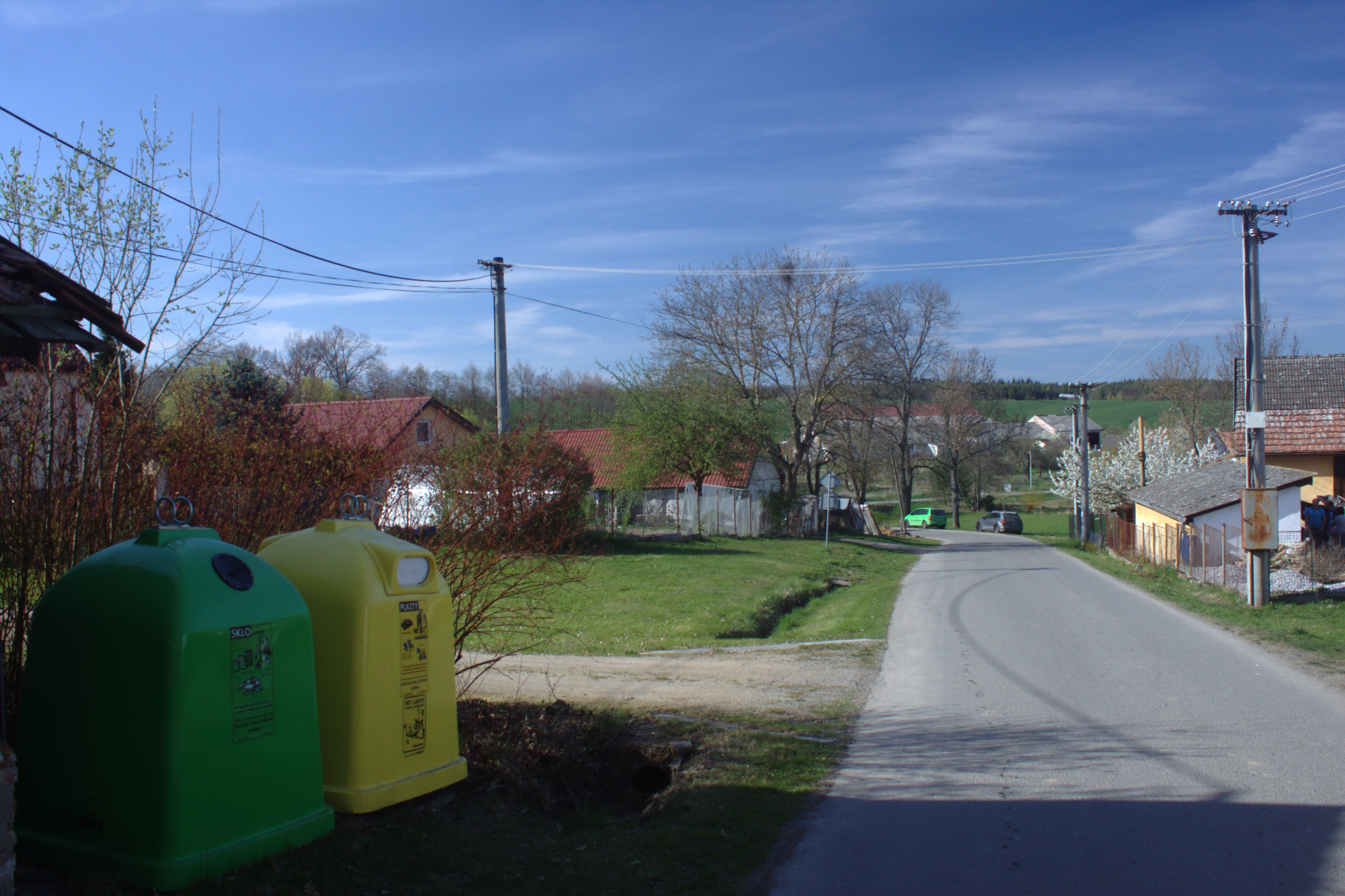
Ulice
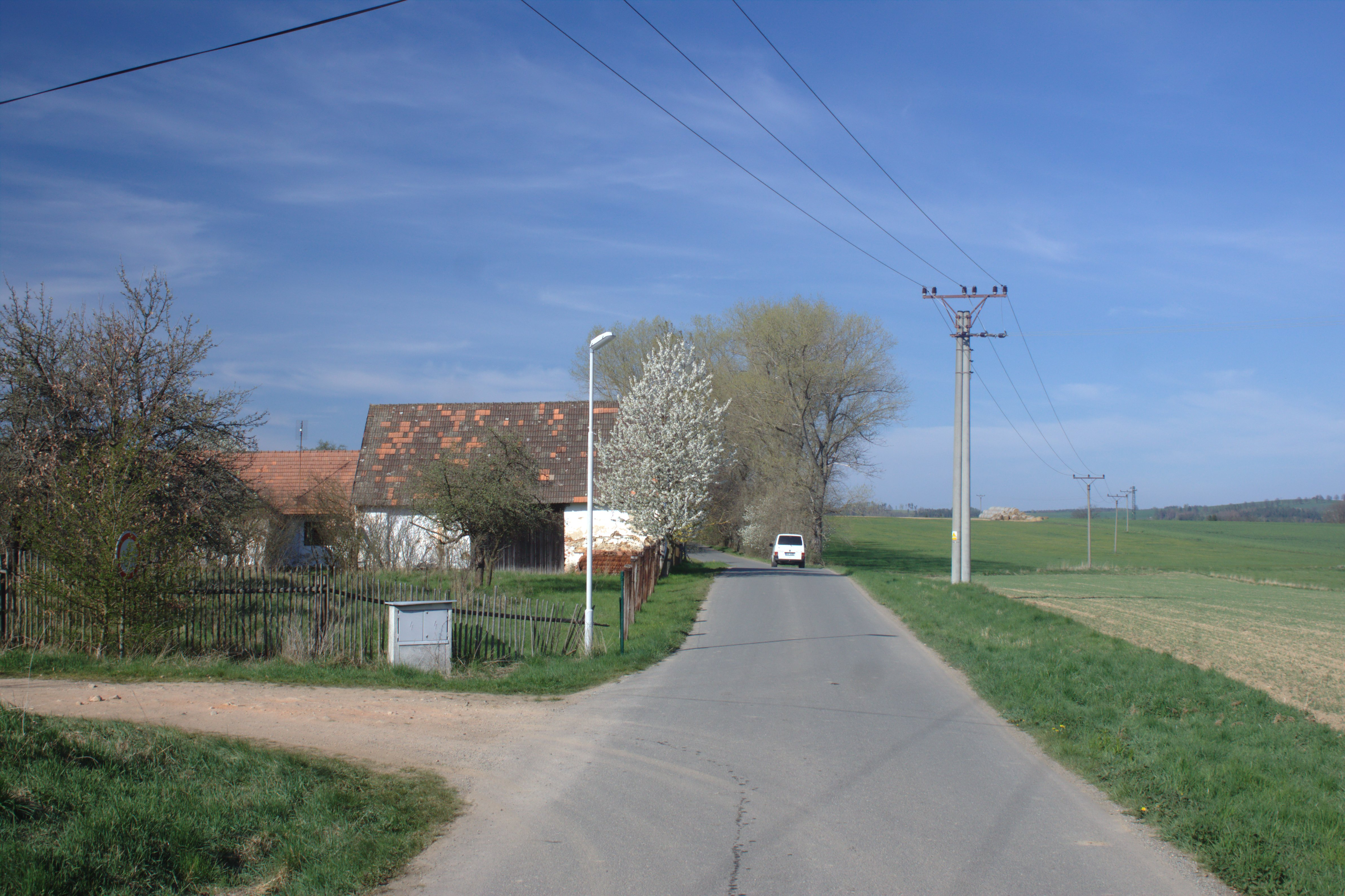
Stodola a zahrada u silnice